# Кецеља
Кецеља је врста одеће која се носи преко уобичајене гардеробе и прекрива предњи део тела, најчешће од груди до колена. Служи да заштити кожу и одећу од флека током припремања хране. Има рупу кроз коју се провлачи глава и канап који се везује око струка. Такође може имати један или више џепова у којима се могу држати потребне намирнице или прибор.

## Галерија
- Кецеља из прве половине 20. века, Зрењанин
- Кецеља с краја 19. века, Барања
- Кецеља из прве половине 20. века, Банат